# Мария Асенина
Мария е българска княгиня, деспина на Месемврия и титулувана царица на България, съпруга на деспот (обявил се за цар) Мицо Асен.

## Биография

### Произход
Мария е дъщеря на българския цар Иван Асен II и Ирина Комнина. Родена е между 1238 и 1241 – 1242 г. Сестра е на българския цар Михаил II Асен.

### Брак и управление
Още като дете Мария е дадена на видния болярин Мицо Асен. Инициативата за този брак вероятно принадлежи на майка ѝ и има за цел да укрепи властта на малолетния Михаил II. След смъртта на Михаил II Асен, убит в болярски заговор, в Българското царство избухват междуособици между различните претенденти за властта. През 1256 г. Мицо Асен с помощта на болярите се възкачва на българския престол, а Мария става царица. Предполага се, че е носила тази титла до 1263 г.
В България избухва гражданска война между Мицо Асен и другия претендент за престола, Константин Тих, избран от болярския съвет за български цар. Мицо Асен и Мария са принудени да напуснат Търново, обсаден от силите на Константин Тих. Известно време царската двойка резидира в старопрестолния Велики Преслав, откъдето Мицо Асен продължава борбата срещу Константин Тих. Войната обаче се развива неблагоприятно за Мария и съпруга ѝ. За да спаси главата си, Мицо Асен сключва сделка с византийския император и разменя останалите под негова власт земи на юг от Балкана за владения в Мала Азия по река Скамандър, около Древна Троя. Така Мария и съпругът ѝ се установяват във Византия, където бившата българска царица живее до смъртта си, датата на която е неизвестна.

## Потомство
Мария Асенина и Мицо Асен имат две деца:
- Иван Асен III (* ок. 1259, † 1303, Мала Азия), български цар през 1279 г.
- Кира-Мария (* XIII век),  българска царица (1280 – 1283), втора съпруга на българския цар Георги I Тертер

### Цитирана литература
- Божилов, Иван (1994). Фамилията на Асеневци (1186 – 1460). Генеалогия и просопография (Второ фототитпно издание). София: Университетско издателство „Марин Дринов“, https://djvu.online/file/dujTvm6kCmbQL
- Павлов, Пламен (2020). Първите дами на Средновековна България. София: „БИ 93“ ООД, ISBN 978-619-7496-56-7